# Världscupen i backhoppning 1991/1992
Världscupen i backhoppning 1991/1992 hoppades 1 december 1991-29 mars 1992 och vanns av Toni Nieminen, Finland före Werner Rathmayr, Österrike och Andreas Felder, Österrike.

## Olympiska vinterspelen 1992
Spelen avgjordes i Albertville.

## Deltävlingar
| Datum            | Plats                  | Etta                                                                  | Tvåa                                                                           | Trea                                                                       |
| ---------------- | ---------------------- | --------------------------------------------------------------------- | ------------------------------------------------------------------------------ | -------------------------------------------------------------------------- |
| 1 december 1991  | Thunder Bay            | Toni Nieminen                                                         | Ari-Pekka Nikkola                                                              | Stefan Horngacher                                                          |
| 2 december 1991  | Thunder Bay            | Ernst Vettori                                                         | Mike Holland                                                                   | Stephan Zünd                                                               |
| 14 december 1991 | Sapporo                | Werner Rathmayr                                                       | Staffan Tällberg                                                               | František Jež                                                              |
| 15 december 1991 | Sapporo                | Werner Rathmayr                                                       | Stephan Zünd                                                                   | Werner Haim                                                                |
| 29 december 1991 | Oberstdorf             | Toni Nieminen                                                         | Werner Rathmayr                                                                | Stephan Zünd                                                               |
| 1 januari 1992   | Garmisch-Partenkirchen | Andreas Felder                                                        | Toni Nieminen                                                                  | Stephan Zünd                                                               |
| 4 januari 1992   | Innsbruck              | Toni Nieminen                                                         | Andreas Goldberger                                                             | Andreas Felder                                                             |
| 6 januari 1992   | Bischofshofen          | Toni Nieminen                                                         | Martin Höllwarth                                                               | Franci Petek                                                               |
| 10 januari 1992  | Predazzo               | Martin Höllwarth                                                      | Mikael Martinsson                                                              | Staffan Tällberg                                                           |
| 12 januari 1992  | Predazzo               | - Werner Rathmayr - Ernst Vettori - Martin Höllwarth - Andreas Felder | - Vesa Hakala - Ari-Pekka Nikkola - Raimo Ylipulli - Toni Nieminen             | Schweiz - Yvan Vouillamoz - Martin Trunz - Sylvain Freiholz - Stephan Zünd |
| 17 januari 1992  | St. Moritz             | Andreas Felder                                                        | Werner Rathmayr                                                                | Martin Höllwarth                                                           |
| 19 januari 1992  | Engelberg              | Andreas Felder                                                        | Stephan Zünd                                                                   | Werner Rathmayr                                                            |
| 25 januari 1992  | Oberstdorf             | Werner Rathmayr                                                       | Andreas Felder                                                                 | Andreas Goldberger                                                         |
| 26 januari 1992  | Oberstdorf             | Werner Rathmayr                                                       | Andreas Felder                                                                 | Mikael Martinsson                                                          |
| 29 februari 1992 | Lahtis                 | Toni Nieminen                                                         | Ernst Vettori                                                                  | Noriaki Kasai                                                              |
| 1 mars 1992      | Lahtis                 | Toni Nieminen                                                         | Heinz Kuttin                                                                   | Andreas Felder                                                             |
| 4 mars 1992      | Örnsköldsvik           | Ernst Vettori                                                         | Noriaki Kasai                                                                  | Mikael Martinsson                                                          |
| 8 mars 1992      | Trondheim              | Heinz Kuttin                                                          | Ernst Vettori                                                                  | Toni Nieminen                                                              |
| 10 mars 1992     | Trondheim              | Toni Nieminen                                                         | Ernst Vettori                                                                  | Ari-Pekka Nikkola                                                          |
| 15 mars 1992     | Oslo                   | Toni Nieminen                                                         | Jiří Parma                                                                     | Martin Höllwarth                                                           |
| 21 mars 1992     | Harrachov              | Noriaki Kasai                                                         | Andreas Goldberger                                                             | Roberto Cecon                                                              |
| 28 mars 1992     | Planica                | - Andreas Felder - Martin Höllwarth - Werner Rathmayr - Heinz Kuttin  | Tyskland - Andreas Scherer - Christof Duffner - Jens Weissflog - Ralf Gebstedt | - Ari-Pekka Nikkola - Raimo Ylipulli - Risto Laakkonen - Toni Nieminen     |
| 29 mars 1992     | Planica                | Andreas Felder                                                        | Heinz Kuttin                                                                   | Toni Nieminen                                                              |

## Slutställning (30 bästa)
| Placering | Namn               | Nationalitet    | Poäng |
| --------- | ------------------ | --------------- | ----- |
| 1         | Toni Nieminen      | Finland         | 269   |
| 2         | Werner Rathmayr    | Österrike       | 229   |
| 3         | Andreas Felder     | Österrike       | 218   |
| 4         | Ernst Vettori      | Österrike       | 205   |
| 5         | Stephan Zünd       | Schweiz         | 147   |
| 6         | Mikael Martinsson  | Sverige         | 132   |
| 7         | František Jež      | Tjeckoslovakien | 127   |
| 8         | Andreas Goldberger | Österrike       | 123   |
| 9         | Noriaki Kasai      | Japan           | 115   |
| 10        | Martin Höllwarth   | Österrike       | 63    |

| Placering | Namn              | Nationalitet    | Poäng |
| --------- | ----------------- | --------------- | ----- |
| 11        | Heinz Kuttin      | Österrike       | 92    |
| 12        | Ari-Pekka Nikkola | Finland         | 81    |
| 13        | Franci Petek      | Slovenien       | 72    |
| 13        | Jaroslav Sakala   | Tjeckoslovakien | 67    |
| 15        | Jiří Parma        | Tjeckoslovakien | 66    |
| 16        | Staffan Tällberg  | Sverige         | 57    |
| 17        | Ivan Lunardi      | Italien         | 54    |
| 18        | Samo Gostiša      | Slovenien       | 52    |
| 19        | Christof Duffner  | Tyskland        | 51    |
| 20        | Jim Holland       | USA             | 48    |

| Placering | Namn               | Nationalitet    | Poäng |
| --------- | ------------------ | --------------- | ----- |
| 21        | Tomáš Goder        | Tjeckoslovakien | 46    |
| 22        | Werner Haim        | Österrike       | 42    |
| 23        | Martin Trunz       | Schweiz         | 36    |
| 23        | Sylvain Freiholz   | Schweiz         | 36    |
| 25        | Roberto Cecon      | Italien         | 32    |
| 26        | Magne Johansen     | Norge           | 27    |
| 27        | Risto Laakkonen    | Finland         | 26    |
| 27        | Øyvind Berg        | Norge           | 26    |
| 29        | Masahiko Harada    | Japan           | 24    |
| 29        | Alexander Pointner | Österrike       | 24    |
| 29        | Stefan Horngacher  | Österrike       | 24    |

## Skidflygningscupen - slutställning (15 bästa)
| Pos. | Namn                     | Poäng |
| ---- | ------------------------ | ----- |
| 1.   | Werner Rathmayr (AUT)    | 50    |
| 2.   | Andreas Goldberger (AUT) | 46    |
| 3.   | Andreas Felder (AUT)     | 40    |
| 4.   | Tomáš Goder (TCH)        | 36    |
| 5.   | Mikael Martinsson (SWE)  | 34    |
| 6.   | Samo Gostiša (SLO)       | 27    |
| 7.   | Noriaki Kasai (JPN)      | 25    |
| 8.   | Stephan Zünd (SUI)       | 19    |
| 8.   | Christof Duffner (GER)   | 19    |
| 10.  | Martin Trunz (SUI)       | 18    |
| 11.  | Roberto Cecon (ITA)      | 15    |
| 11.  | Ralph Gebstedt (GER)     | 15    |
| 13.  | Jaroslav Sakala (TCH)    | 13    |
| 14.  | Alexander Pointner (AUT) | 11    |
| 15.  | Werner Haim (AUT)        | 10    |

## Nationscupen - slutställning
| Pos. | Nation                     | Poäng |
| ---- | -------------------------- | ----- |
| 1.   | Österrike                  | 1193  |
| 2.   | Finland                    | 491   |
| 3.   | Tjeckoslovakien            | 356   |
| 4.   | Schweiz                    | 269   |
| 5.   | Sverige                    | 237   |
| 6.   | Tyskland                   | 186   |
| 7.   | Slovenien                  | 169   |
| 7.   | Japan                      | 169   |
| 9.   | Norge                      | 121   |
| 10.  | Italien                    | 110   |
| 11.  | Frankrike                  | 71    |
| 12.  | USA                        | 48    |
| 13.  | Oberoende staters samvälde | 35    |
| 14.  | Polen                      | 18    |
| 15.  | Kanada                     | 9     |
| 16.  | Bulgarien                  | 8     |